# Policjanci z Mt. Thomas
Policjanci z Mt. Thomas (ang. Blue Heelers, 1994–2006) – australijski serial telewizyjny nadawany przez stację Seven Network od 18 stycznia 1994 r. do 4 czerwca 2006 r. W Polsce emitowany na kanałach AXN i AXN Crime.

## Fabuła
Akcja serialu toczy się w mieście Mt. Thomas w stanie Wiktoria w Australii. Opowiada o perypetiach policjantów z Mt. Thomas, którzy rozwiązują zagadki kryminalne, poczynając od sprzeczek i problemów społeczności do poważnych spraw i ciężkich przestępstw.

## Obsada
- John Wood jako Thomas „Tom” Croydon (wszystkie 510 odcinków)[1]
- Julie Nihill jako Christine „Chris” Riley (507)
- Martin Sacks jako Patrick Joseph „P.J.” Hasham (483)
- Lisa McCune jako Margaret „Maggie” Doyle (~260)
- William McInnes jako Nicholas „Nick” Schultz (213)
- Grant Bowler jako Wayne Patterson (96)
- Ann Burbrook jako Roz Patterson (31)
- Damian Walshe-Howling jako Adam Cooper (180)
- Tasma Walton jako Deidre „Dash” McKinley (130)
- Paul Bishop jako Benjamin „Ben” Stewart (256)
- Jane Allsop jako Joanna „Jo” Parrish (203)
- Rupert Reid jako Jack Lawson (102)
- Caroline Craig jako Teresa „Tess” Gallagher (139)
- Ditch Davey jako Evan „Jonesy” Jones (192)
- Simone McAullay jako Susie Raynor (99)
- Geoff Morrell jako Mark Jacobs (46)
- Rachel Gordon jako Amy Fox (67)
- Samantha Tolj jako Kelly O’Rourke (70)
- Danny Raco jako Giuseppe „Joss” Peroni (66)
- Charlie Clausen jako Alexander „Alex” Kirby (47)
- Matthew Holmes jako Matthew „Matt” Graham (21)
- Axl Taylor jako Len The Barman (~210)
- Neil Pigot jako insp. Russell Falcon-Price (41)
- Karen Davitt jako dr Zoe Hamilton (41)
- Peta Doodson jako insp. Monica Draper (34)
- Suzi Dougherty jako dr Mel Carter (32)
- Debra Lawrance jako wielebna Grace Curtis (26)
- Jeremy Kewley jako Tony Timms (24)